# Fred Degazon
Frederick Eutrope Degazon (Saint Lucia, 4 januari 1913 - 4 oktober 2008, Greater London) was de eerste president van Dominica. Hij bekleedde deze functie van januari 1979 tot juli van datzelfde jaar, maar zijn officiële ontslag volgde in februari 1980.
Degazon ging naar school in Saint Lucia en studeerde rechten aan de Universiteit van Londen. Vanaf 1940 tot aan zijn pensioen in 1969 was Degazon werkzaam als ambtenaar in Dominica en Jamaica. In 1977 werd hij verkozen als voorzitter van het Huis van Afgevaardigden en na de onafhankelijkheidsverklaring tevens als eerste president van het Gemenebest Dominica, een vooralsnog ceremoniële functie.
In juni 1979 ontstond er een binnenlandse crisis, waarna Degazon het land uit vluchtte en naar Londen vertrok. Het Huis van Afgevaardigden verkoos uiteindelijk Jenner Armour als zijn vervanger. Zijn officiële ontslag volgde in februari 1980.
- Ancestry.co.uk - With year of death